# 牟礼勝弥
牟礼 勝弥（むれ かつや、1938年〈昭和13年〉7月19日 - 2015年〈平成27年〉2月25日）は、日本の政治家、京都府八幡市長（2期）。

## 来歴
京都市伏見区出身。1957年〈昭和32年〉大阪電気通信大学高等学校卒。卒業後は京阪電鉄に入社し、労働組合の副委員長になった。1979年〈昭和54年〉八幡市議会議員に初当選し、議員を6期務める。2000年〈平成12年〉八幡市長菱田嘉明の衆院選出馬による辞職に伴う市長選挙に立候補し、当選する。2004年〈平成16年〉に再選。2008年〈平成20年〉に引退した。この間、党籍は日本社会党から無所属に転じた。